# Robin Ngalande
Robin Ngalande Junior (ur. 2 listopada 1992 w Dedzy) – piłkarz malawijski grający na pozycji napastnika. Od 2022 jest piłkarzem klubu Mighty Wanderers FC.

## Kariera klubowa
Swoją karierę piłkarską Ngalande rozpoczął w klubie CivO United. W sezonie 2009/2010 zadebiutował w jego barwach w pierwszej lidze malawijskiej. W 2010 przeszedł do południowoafrykańskiego Mamelodi Sundowns, w którym przez pół sezonu nie zdołał zadebiutować. W latach 2010–2012 był zawodnikiem Atlético Madryt C,
W 2012 roku Ngalande przeszedł do Bidvest Wits FC. Swój debiut w nim zanotował 6 listopada 2011 w zwycięskim 2:0 domowym meczu z Moroką Swallows.
Latem 2014 Ngalande został wypożyczony do Ajaksu Kapsztad, w którym zadebiutował 29 sierpnia 2014 w zremisowanym 1:1 wyjazdowym spotkaniu z Chippą United. W Ajaksie spędził rok.
W 2015 roku Ngalande wypożyczono do Platinum Stars FC, w którym swój debiut zaliczył 22 września 2015 w wygranym 3:2 domowym meczu z Chippą United. W Platinum grał przez rok, po czym na sezon 2016/2017 wrócił do Bidvest Wits.
W sezonie 2017 Ngalande występował w rodzimym Masters Security, a następnie latem przeszedł do Baroka FC, w którym swój debiut zaliczył 16 września 2017 w zwycięskim 1:0 domowym meczu z Free State Stars FC.
W 2019 roku Ngalande przeszedł do azerskiego klubu Zirə Baku. W nim swój ligowy debiut zaliczył 16 lutego 2019 w zremisowanym 0:0 domowym meczu z Neftçi PFK. Zawodnikiem Zirə był przez dwa sezony.
W 2020 Ngalande przeszedł do etiopskiego Saint-George SA, a w 2022 do Mighty Wanderers FC.
| Sezon   | Klub                | Kraj              | Rozgrywki        | Mecze | Gole |
| ------- | ------------------- | ----------------- | ---------------- | ----- | ---- |
| 2009/10 | CivO United         | Malawi            | TNM Super League | ?     | ?    |
| 2009/10 | Mamelodi Sundowns   | Południowa Afryka | PSL              | 0     | 0    |
| 2010/11 | Atlético Madryt C   | Hiszpania         | Tercera División | ?     | ?    |
| 2011/12 | Atlético Madryt C   | Hiszpania         | Tercera División | ?     | ?    |
| 2012/13 | Bidvest Wits        | Południowa Afryka | PSL              | 2     | 0    |
| 2013/14 | Bidvest Wits        | Południowa Afryka | PSL              | 12    | 3    |
| 2014/15 | Ajax Kapsztad       | Południowa Afryka | PSL              | 12    | 0    |
| 2015/16 | Platinum Stars      | Południowa Afryka | PSL              | 2     | 0    |
| 2016/17 | Bidvest Wits        | Południowa Afryka | PSL              | 0     | 0    |
| 2017    | Masters Security    | Malawi            | TNM Super League | ?     | ?    |
| 2017/18 | Baroka FC           | Południowa Afryka | PSL              | 21    | 3    |
| 2018/19 | Zirə Baku           | Azerbejdżan       | Premyer Liqası   | 6     | 1    |
| 2019/20 | Zirə Baku           | Azerbejdżan       | Premyer Liqası   | 5     | 0    |
| 2020/21 | Saint-George SA     | Etiopia           | Premier League   | 10    | 1    |
| 2022    | Mighty Wanderers FC | Malawi            | TNM Super League | ?     | ?    |

## Kariera reprezentacyjna
W reprezentacji Malawi Ngalande zadebiutował 4 października 2011 w zremisowanym 0:0 towarzyskim meczu z Etiopią, rozegranym w Addis Abebie. W 2022 został powołany do kadry na Puchar Narodów Afryki 2021. Na tym turnieju zagrał w dwóch meczach: grupowym z Senegalem (0:0) i w 1/8 finału z Marokiem (1:2).